# Pinchote (kommun)
Pinchote är en kommun i Colombia.   Den ligger i departementet Santander, i den centrala delen av landet, 230 km norr om huvudstaden Bogotá. Antalet invånare är 4 420.